# Бакуменко Олексій Пименович
Олексій Пименович Бакуменко (10 березня 1927 — 16 грудня 2011) — поет і художник, автор використання Виговського розпису у костюмі брестської матрьошки.

## Життєпис
Народився 10 березня 1927 року, в селі Білоусівка, Чорнухинського району Полтавської області в селянській сім'ї. Батько Пимен Петрович, був садівником — мав диплом про закінчення садівничої школи графа Вороного, розбивав сади, доглядав за поміщицьким садом і парком.
У білоусівській школі закінчив 7 класів, середню школу закінчив в селі Гільці Полтавської області. Призваний в армію у кінці 1944 р. Відслужив 7 років термінової служби (службу проходив в містах Чугуїв та Ворошиловград).
Закінчив офіцерські курси при Прикарпатському військовому окрузі і був спрямований служити на Далекий Схід — в Хабаровський край.
З 1957 по 1977 рр. — служив у місті Брест (Білорусь). Загалом на військовій службі 33 роки, закінчив службу в званні підполковника.
У 1967 р., перебуваючи на військовій службі, отримав художню освіту в поліграфічному інституті імені Івана Федорова та захистив диплом за фахом «оформлення та ілюстрація книги».
Після закінчення військової служби став займатися улюбленою справою — писати картини, вірші, влаштувався працювати на Брестську фабрику сувенірів, де пропрацював художником 14 років.
У 2001 році вийшла збірка віршів Олексія Бакуменка «Мій білий світ».
Пішов з життя 16 грудня 2011 року.

## Творчість
Відслуживши сім років термінової служби, знаючи гіркоту військового життя, Олексій Пименович завжди по-батьківськи дбайливо відносився до молодого поповнення, сам приймав молодих хлопців і завжди викроював для них час в своїй непростій штабній службі. Героями його численних графічних робіт (ліногравюра, офорт, перо, олівець) були солдати. У його поетичній збірці є чудовий цикл віршів «Сім гарнізонів», присвячений солдатам.
По закінченні військової служби, Олексій Пименович повністю віддався служінню мистецтву.
Місцем його роботи стала Брестська фабрика сувенірів, де через рік він зайняв посаду головного художника.
Під час роботи головним художником він підтримує чудову традицію Виговського розпису (знамениті Виговські скрині). Благородний, гармонійний, стриманий Виговський розпис з цього часу прикрашає й костюм брестської матрьошки.

## Твори
Збірка віршів «Мій білий світ» (2001).
Цикл віршів «Сім гарнізонів».